# Noli me tangere

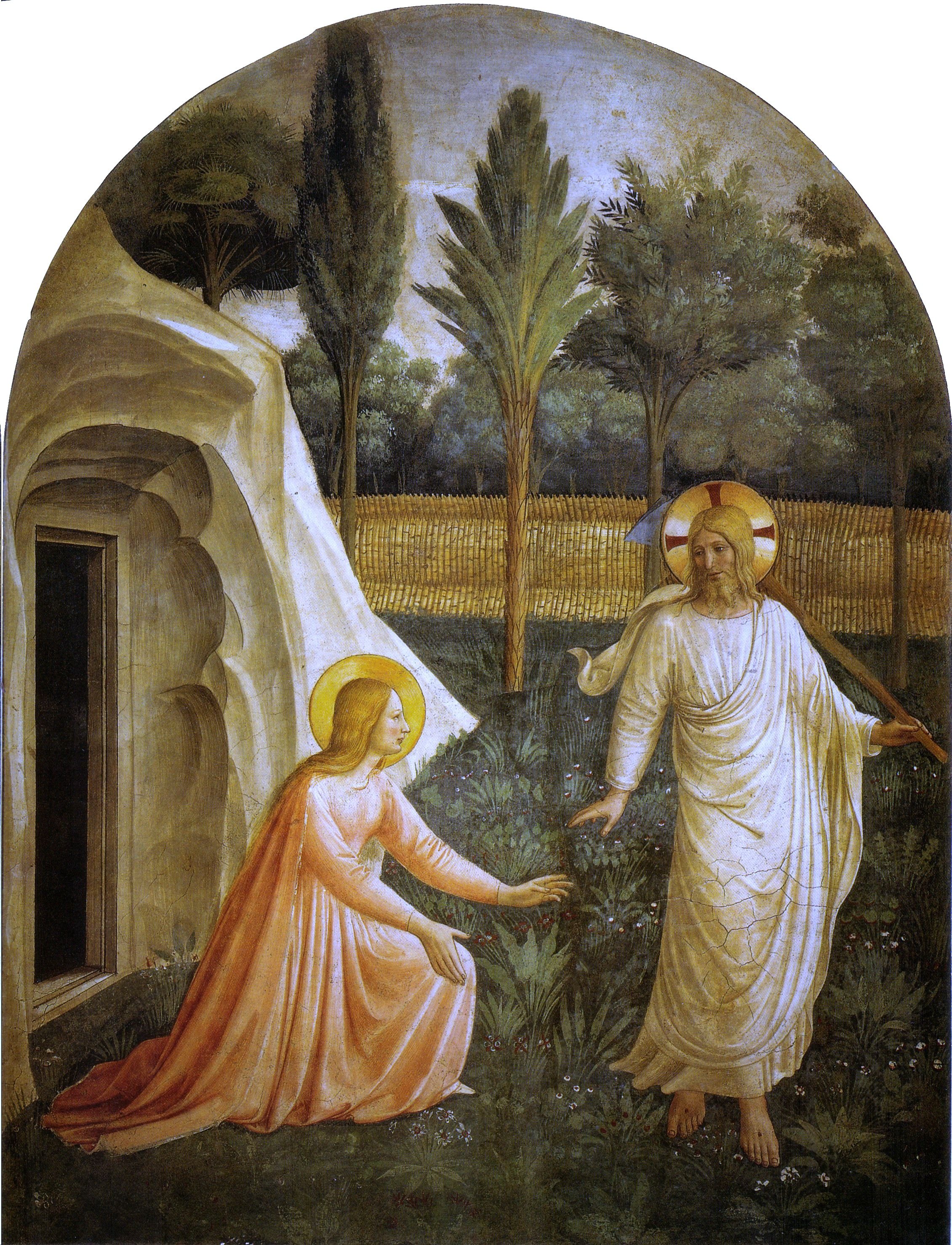
Fra Angelico: Noli me tangere – Fresko in einer Zelle des Klosters von San Marco (Florenz) um 1440

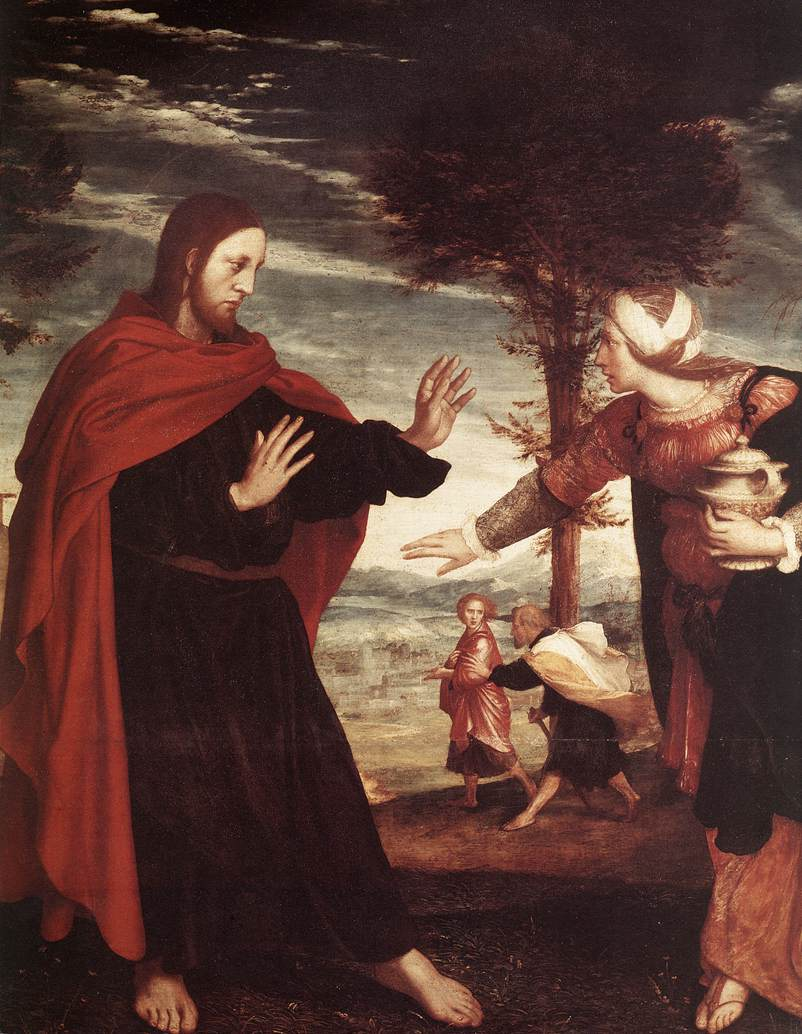
Hans Holbein der Jüngere: Noli me tangere – Gemäldeausschnitt (1524)

Die Wendung noli me tangere ist in der lateinischen Übersetzung des Johannesevangeliums der an Maria Magdalena gerichtete Ausspruch Jesu nach seiner Auferstehung (Joh 20,17 ) und heißt übersetzt „Rühre mich nicht an“ oder „Berühre mich nicht“. Im griechischen Original lautet der Satz μή μου ἅπτου mē mou háptou, was eher mit „halte mich nicht fest“ übersetzt würde, da eine bereits stattfindende Handlung unterbunden werden soll.

## Überlieferung
Maria Magdalena begegnet dem Bericht des Johannesevangeliums zufolge als Erste dem Auferstandenen in der Nähe des leeren Grabes, erkennt ihn jedoch nicht, sondern hält ihn für den Gärtner. Daher befragt sie diesen, ob er etwa den vermissten Leichnam des Gekreuzigten weggetragen und wohin er ihn gelegt habe. Erst als Jesus sie bei ihrem Namen nennt, erkennt sie ihn. Offenbar auf ihren Versuch, ihn zu küssen oder zu umarmen, reagiert Jesus mit dem sprichwörtlich gewordenen Ausspruch und begründet sein Verbot damit, er sei noch nicht zum Vater aufgefahren. Maria Magdalena fordert er auf, die Jünger zu informieren. Sie wird dadurch zur ersten Zeugin und Verkünderin der Auferstehung Jesu Christi. Die Aufforderung Jesu ist nicht als „Berührungsverbot“ zu verstehen. Denn in demselben Kapitel berichtet Johannes, dass Jesus Thomas direkt dazu auffordert, ihn zu berühren (Johannes 20,27 ). Die wörtliche Aufforderung „ihn nicht festzuhalten“ markiert für Jesu Nachfolger eine Zäsur, insofern, dass er zum Vater auffahren muss und nicht mehr wie bisher unter ihnen als Mensch weilt.

## Ikonografie
Die nur im Johannesevangelium erwähnte Szene wurde zum Thema einer langen, weitverbreiteten und kontinuierlichen ikonographischen Tradition in der christlichen Kunst, die vom Hochmittelalter (Codex Egberti, 980–993) bis ins 20. Jahrhundert reicht. Maria Magdalena kniet vor Jesus und versucht, sein Gewand oder seine Füße zu küssen. Jesus, in der einen Hand oft die Schaufel des Gärtners oder das Vexillum crucis haltend, vollführt ihr gegenüber einen Handgestus. Zwei Varianten sind in der ikonographischen Tradition vorherrschend: Ein Lehr- und Verkündigungsgestus (erhobener Unterarm mit ausgestreckten drei Fingern) und ein Abwehrgestus (nach unten gerichteter Arm mit nach oben abgewinkelter Hand, öfter mit auf die Daumenspitze gelegtem Mittelfinger, kleiner Finger und Zeigefinger angehoben und leicht gebogen).

## Sonstiges
- Pablo Picasso greift für den rätselhaften zentralen Gestus in seinem berühmten Gemälde La Vie aus der Blauen Periode auf das Gemälde Noli me tangere von Antonio da Correggio zurück.[2]
- Der Spruch wurde während der amerikanischen Unabhängigkeitsbewegung verwendet und fand in seiner abgewandelten Form „Don’t tread on me!“ Eingang in die Gadsdenflagge[3].
- Noli me tangere stand auf der Rückseite der Flagge Alabamas von 1861.
- Noli me tangere (Rühre mich nicht an) ist das berühmteste Werk des philippinischen Nationalhelden José Rizal, 1887 in Berlin herausgegeben, in dem Kritik am herrschenden gesellschaftspolitischen System und am Machtmissbrauch der römisch-katholischen Kirche und der spanischen Priester und Mönche geübt wurde.
- Bei der Orgel bezeichnet Noli me tangere einen Registerzug ohne Funktion, der auch Vaca(n)t („leer“) oder Nihil („nichts“) genannt wird. Dieser stumme oder blinde Zug wird aus Gründen der Symmetrie am Spieltisch angebracht oder weil fehlende Register zum späteren Ausbau vorbereitet sind.[4]